# ヒルソン バイモノ

3面図

ヒルソン バイモノ（Hillson Bi-mono）は1940年代のイギリスの実験機である。スリップ・ウィングと呼ばれる、離陸後、投棄する翼の実験に用いられた。離陸時は、大きい揚力を得るために複葉機として離陸し、離陸後、空中で上翼を投棄して単葉機になるという構想であった。1機が製作され、スリップ・ウイングの実験は成功した。

## 概要
1930年代になると、軍用機の離陸重量の増加は、長い離陸距離を必要とすることになり、何人かのエンジニアは、スリップ・ウィングの構想を検討した。スーパーマリンの設立者のノエル・ビリング（Noel Pemberton Billing）も航空雑誌に有人で切り離し後、回収し再使用するアイデアや使い捨ての翼のアイデアを寄稿した。ブラックバーンもスリップ・ウィングの研究を行った。
マンチェスターのトラフォード・パークで軽飛行機を製造していたヒロソン（F Hills and Son）は第二次世界大戦が勃発した後、航空省に軽戦闘機の提案を行った。構想では安価な戦闘機で狭い飛行場や道路から離陸できるというものであった。離陸性能を得るために使い捨てのスリップ・ウィングを採用する提案であった。航空省は提案を受理しなかったのでヒルソンは自主開発で、スリップ・ウィングの可能性を証明する実験機を製作した。木製主翼の機体で胴体は鋼管羽布張りの単葉機で、ジプシーエンジンを搭載した。投棄される上翼は翼幅の異なる2種類が用意された。
1941年中に、飛行テストはバートン飛行場で行われ、単葉機、複葉機のそれぞれの状態で飛行し、翼幅の狭い上翼が選ばれた。上翼の切り離しテストは、切り離された翼の落下によって住民に被害のでることを防ぐためにアイリッシュ海に臨む、ブラックプールのスクェアズゲート飛行場で1941年7月16日に行われた。実験は成功し、翼を切り離すことによる前後の釣合（トリム）の大きな変化はなく、切り離しによる高度の低下も数百フィートで収まった。
このテストの結果、航空省はホーカー・ハリケーンにスリップ・ウィングを取り付けるヒルソン FH.40の開発を承認し1942年にカナダ製のハリケーンを供与したが、FH.40の開発の優先順位は低く、開発は遅れ、初飛行は1943年の5月となった。1944年の春までテストされたが、事故を起こした後、開発は中止された。

## 諸元
- 乗員： 1名
- 全長： 5.94 m
- 全幅： 6.10 m
- 全高： 2.13 m
- 主翼面積： 2.3 m2
- 総重量： 880 kg
- 発動機： 1 × de Havilland Gipsy Six  200 hp (150 kW)